# 163号加利福尼亚州州道

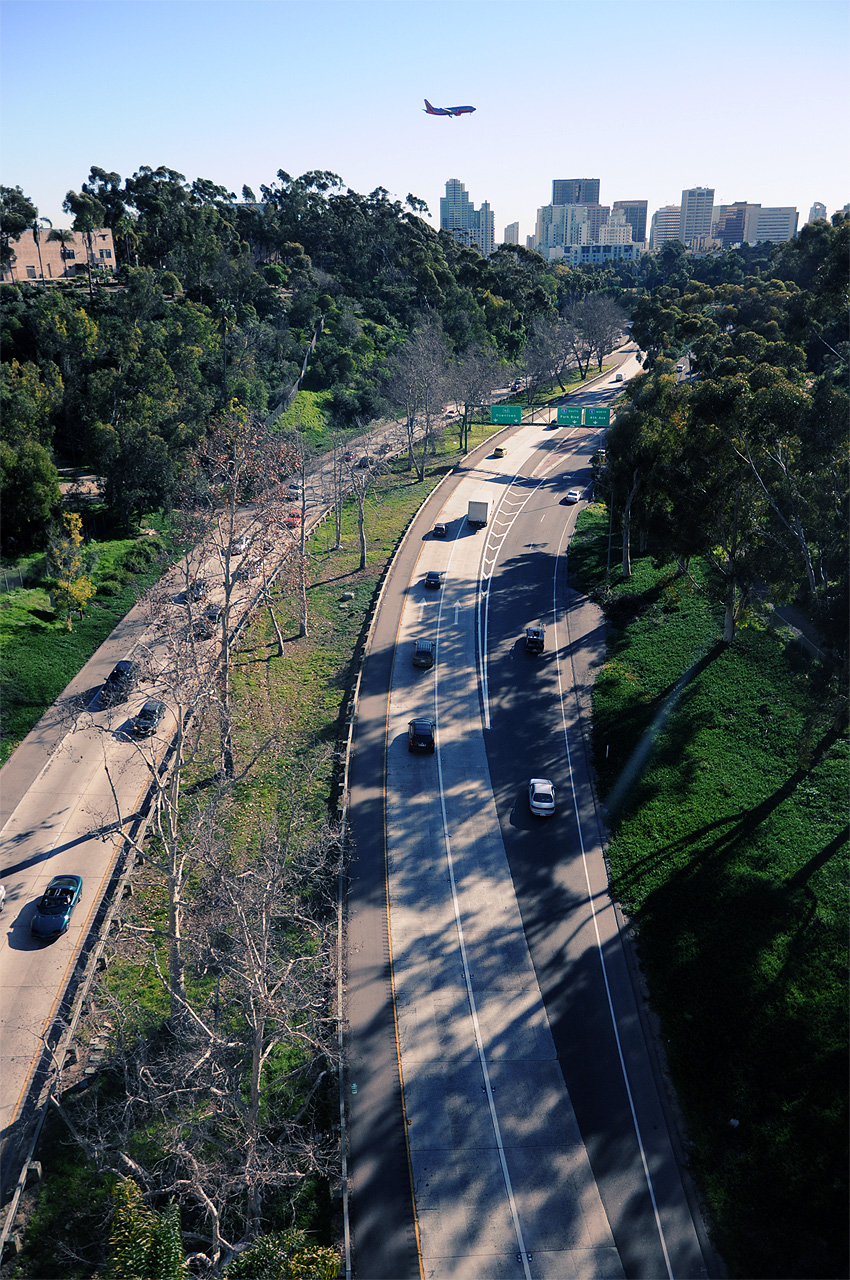
在卡布里约桥上向南观看163号加州州道。远处高楼所在之处即为圣迭戈市区。

163号加利福尼亚州州道（英語：California State Route 163, SR 163），正式名称为卡布里约高速公路（Cabrillo Freeway），是位于美国圣迭戈的一条南北方向的州级公路，全长11.088英里（17.844）。全段达到高速公路标准。该公路从圣迭戈市区向北直到其北端在米拉马（Miramar）汇入15号州际公路。全路段属于加州高速及快速公路系统和州级景观公路系统。
163州道位于8号州际公路南边的路段于2002年标注为加州历史公路。这一路段始建于1942年，于1948年作为当时的395号美国国道的一部分竣工通车。当时这一路段是整个圣迭戈县的第一条高速公路。 该公路在1940年代至1964年公路重新编号之前，还是80号美国国道加州段的一部分。这条公路（尤其是其靠近市区的路段）历史悠久、风景秀丽，《圣迭戈杂志》将其视为圣迭戈的城市标志之一。大卫·马绍尔也曾在他的《圣迭戈的巴尔波亚公园》一书中称赞163州道是整个美国最美的公路之一。
163号加利福尼亚州州道在圣迭戈市区阿什街（Ash Street）起点附近，即与5号州际公路交汇。从起点开始最南端的2.5英里（4.0）穿过了著名的巴尔波亚公园，并从卡布里约桥下方穿过。163州道从起点开始向北直到与8号州际公路相连接之前的这段公路两个方向总计只有四条车道，并不满足州际公路的标准，但是这一路段道路蜿蜒，中央隔离带草木茂盛，风景十分秀丽。为了保证安全，公路的维护部门于2004年12月为公路的中央隔离带安装了钢材强化过的木质护栏。
向北下坡与8号州际公路相交之后，163号州道的车道数量增加到8条车道，并且弯道减少，符合州际公路的建设标准。越过米逊谷之后，随后，163号州道有出口连接弗莱亚斯路（Friars Road）。由于这个地方的出口附近有几处大型购物中心，因为这一路段也是整个163号州道最繁忙的路段。163号州道到达琳达维斯塔，163州道在那里与詹尼斯大道（Genesee Avenue）通过一个小型交流道相连。之后，163州道与805号州际公路通过交流道进行有限连接。二者在相交处夹角甚小，因此163州道和805号州际公路上的车辆都只能换到相同方向的另一条高速公路上去。在科尼梅萨，163号州道分别与巴尔波亚大道（Balboa Avenue）、克莱蒙特大道（Clairemont Mesa Boulevard）通过小型交流道连接。继续向北不久，163号州道先后与52号加利福尼亚州州道和15号州际公路相交。在163号州道北端终点附近，设置了供高承载车辆和FasTrak用户行驶的匝道，他们可以切换到15号州际公路的专用车道上。